# Буддизм в Бурятии

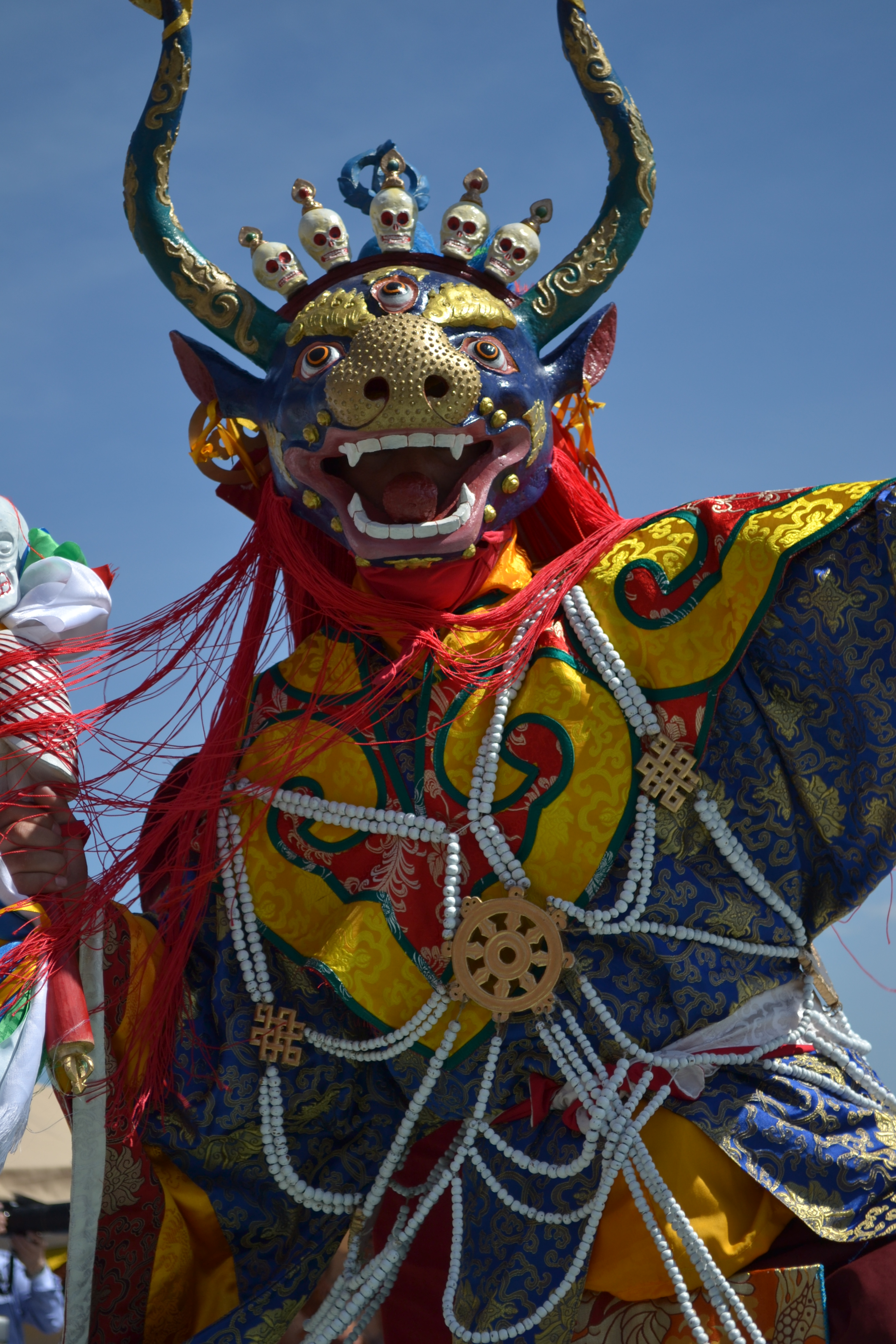
Мистерия Цам

Буддизм в Бурятии (бур. Бүддын шажан) — форма буддизма, распространённая в России в регионах, населённых бурятами (Республика Бурятия, Забайкальский край, Иркутская область). Проживающие в Бурятии эвенки также являются буддистами.

## История проникновения буддизма к бурятам
Исторические свидетельства дают основание утверждать, что, начиная со II века до н. э., протомонгольские народы (хунну, сяньби, кидани) были знакомы с буддизмом. На территории Иволгинского городища в хуннском захоронении найдены остатки буддийских чёток.
В начале XVII века тибетский буддизм из Монголии проник на север к бурятскому населению Забайкалья. Первоначально был распространён среди этнических групп, вышедших незадолго до этого из Халхи — цонголов, сартулов, хатагинов; в конце XVII — начале XVIII века буддизм распространился на территории всего Забайкалья. Вторая линия пришла непосредственно из Тибета, из монастыря Лабранг Трашикьил.
В 1741 году императрица Елизавета Петровна узаконила существование 11-ти дацанов и 150-ти лам (в июле 1991 года буддисты Бурятии отметили 250-ти летие официального признания их религии в России). Длительное время в бурятском буддизме шла борьба за главенство между Цонгольским и Гусиноозёрским дацанами. В 1764 году главный лама старейшего в Бурятии Цонгольского дацана стал Верховным ламой бурят Забайкалья, получив титул Пандито Хамбо-лама («учёный-настоятель»). С 1809 года главенство перешло к настоятелям (шэрээтэ) Гусиноозёрского дацана. В конце XIX века началось интенсивное проникновение буддизма в Предбайкалье — Северную Бурятию, где встретил ожесточённое сопротивление со стороны шаманов и православных миссионеров. До Октябрьской революции 1917 года в Бурятии функционировало 46 дацанов, приходы которых были в основном организованы по территориально-родовому принципу.
В 1920-х годах часть бурят переселилась из Забайкалья (в основном из Аги) во Внутреннюю Монголию (местность Шэнэхэн) и продолжила там собственные буддийские традиции в дополнение к тем, что уже существовали в этом регионе.

## Развитие бурятского буддизма

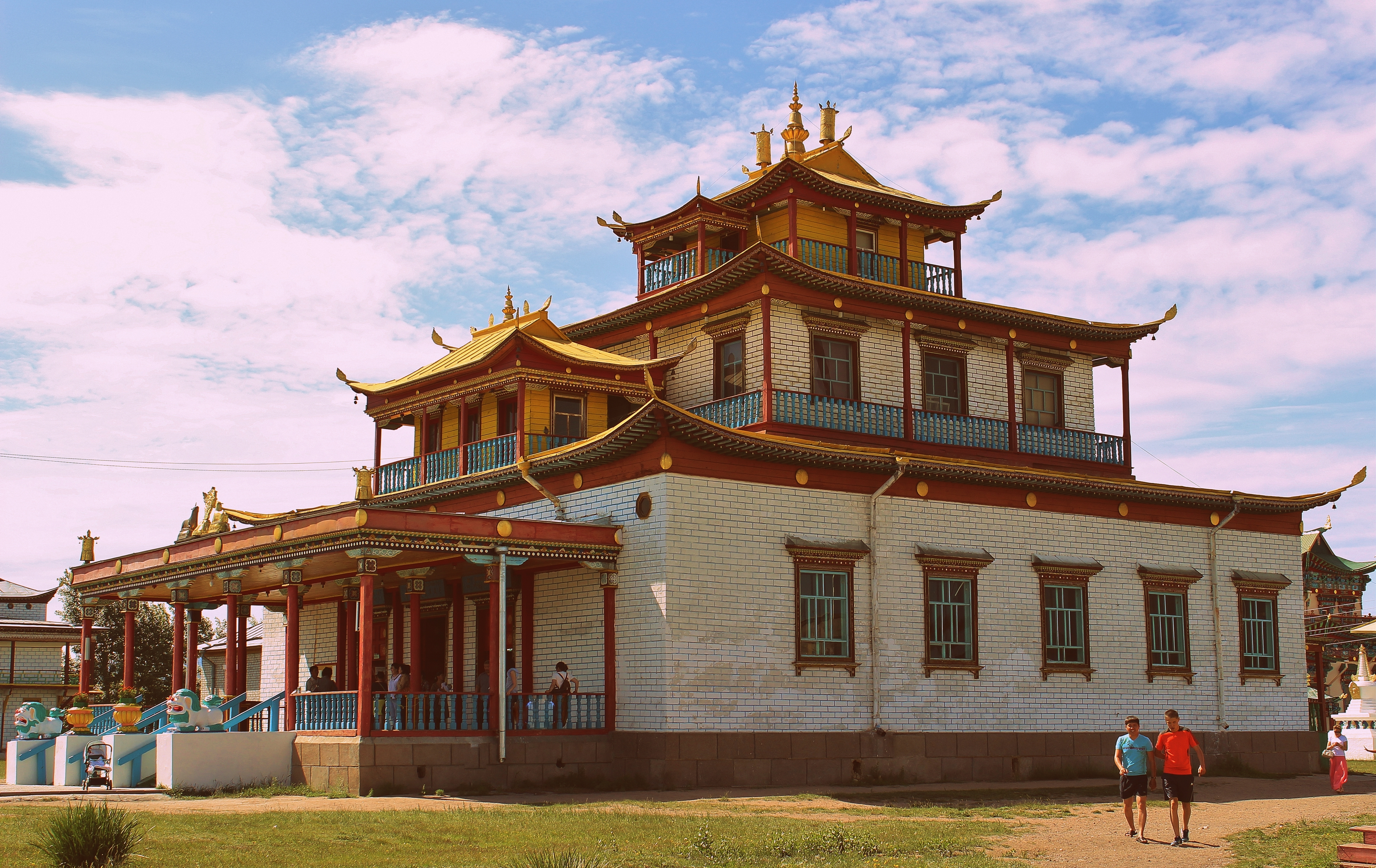
Цогчен-дуган в Иволгинском дацане. 2012 год

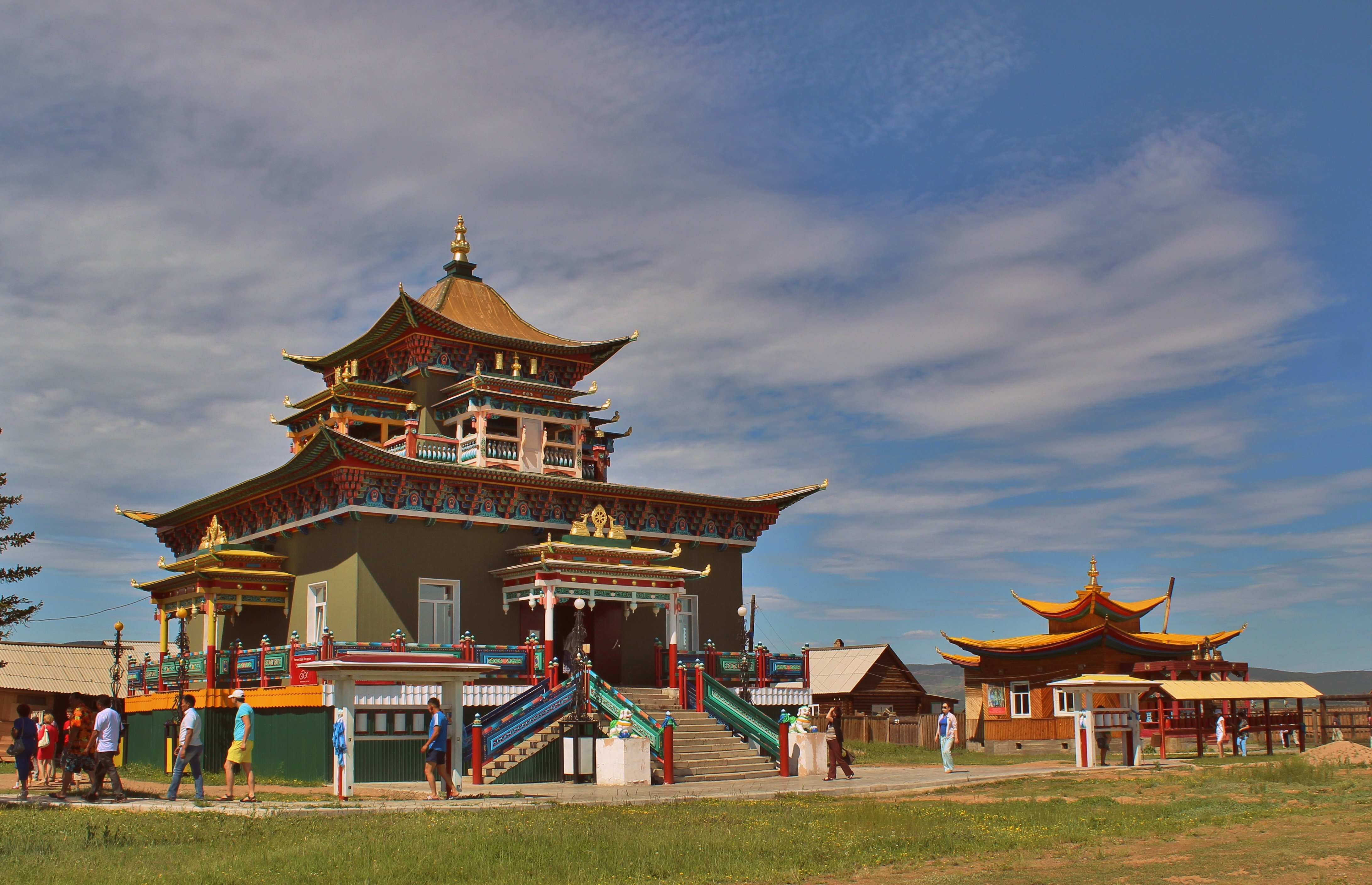
Дуган Зелёной Тары в Иволгинском дацане. 2012 год

- В 1701 году в Забайкалье было 11 дацанов.
- В 1727 году была проведена граница между империей Цин и Россией. Бурятские племена, проживавшие и кочующие в северной части Монголии вошли в состав России. Перекрыв границы и добившись относительной оседлости кочевников-бурят, российское правительство решило принять определённые решения по вероисповедным делам.
- В конце 1730-х — начале 1740-х годов был построен первый стационарный (Цонгольский) дацан.
- В 1741 году императрица Елизавета Петровна приняла Указ, по которому признавалось существование «ламайской веры» и утверждалось количество дацанов (11) и количество штатных лам (150). Буддизм был официально принят в качестве одной из государственных религий в Российской империи.
- В 1764 году учреждён титул Пандито Хамбо-ламы, первым Хамбо-ламой стал Дамба-Доржо Заяев.
- В 1810 году был основан Иройский дацан. В первой трети XIX в. было построено 10 сумэ (буддийских храмов): Найдан (1813), Дамчок (1815), Шакьямуни (1829), Оточи (1817), Аюши (1814), Дара Эхэ (1830), Номун Сахюусан (1817), Минтунгба (1828), Вирозама (1827) и Арьябала (1830).
- К 1846 году в Бурятии было выстроено уже 34 дацана. Затрачивая массу усилий и материальных средств, буряты сумели импортировать из Тибета, Китая, Монголии большое количество сокровенной литературы и перенять многие живые традиции как господствующей школы Гелуг, так и других направлений буддизма.
- В 1869 году в Цугольском дацане, под руководством монгольского ламы Чой-манрамбы, началось изучение индо-тибетской медицины, которое затем распространилось и в других местах.
- В 1878 году в Агинском дацане была основана школа Дуйнхор (Калачакры), чем и завершилось построение основных направлений высшего духовного образования по тибетскому образцу.
- Быстро развивалось книгопечатание; в 1887 году действовало уже 29 типографий, которые до их разрушений в 1930-е годы успели издать около 2000 названий книг на тибетском и монгольском языках[3].

## Современное состояние буддизма

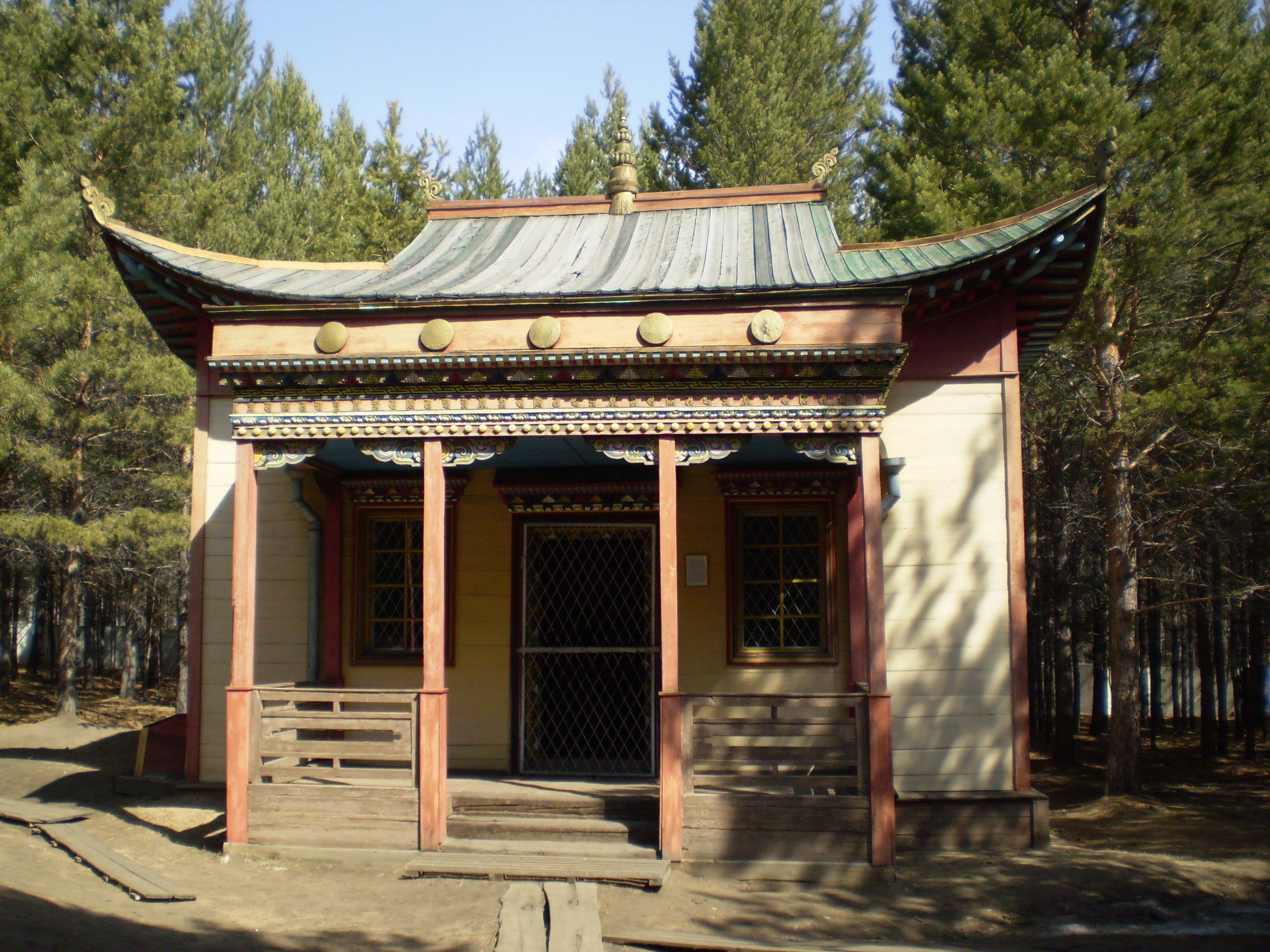
Деваджин-дуган из Гусиноозёрского дацана. Экспонат Этнографического музея народов Забайкалья

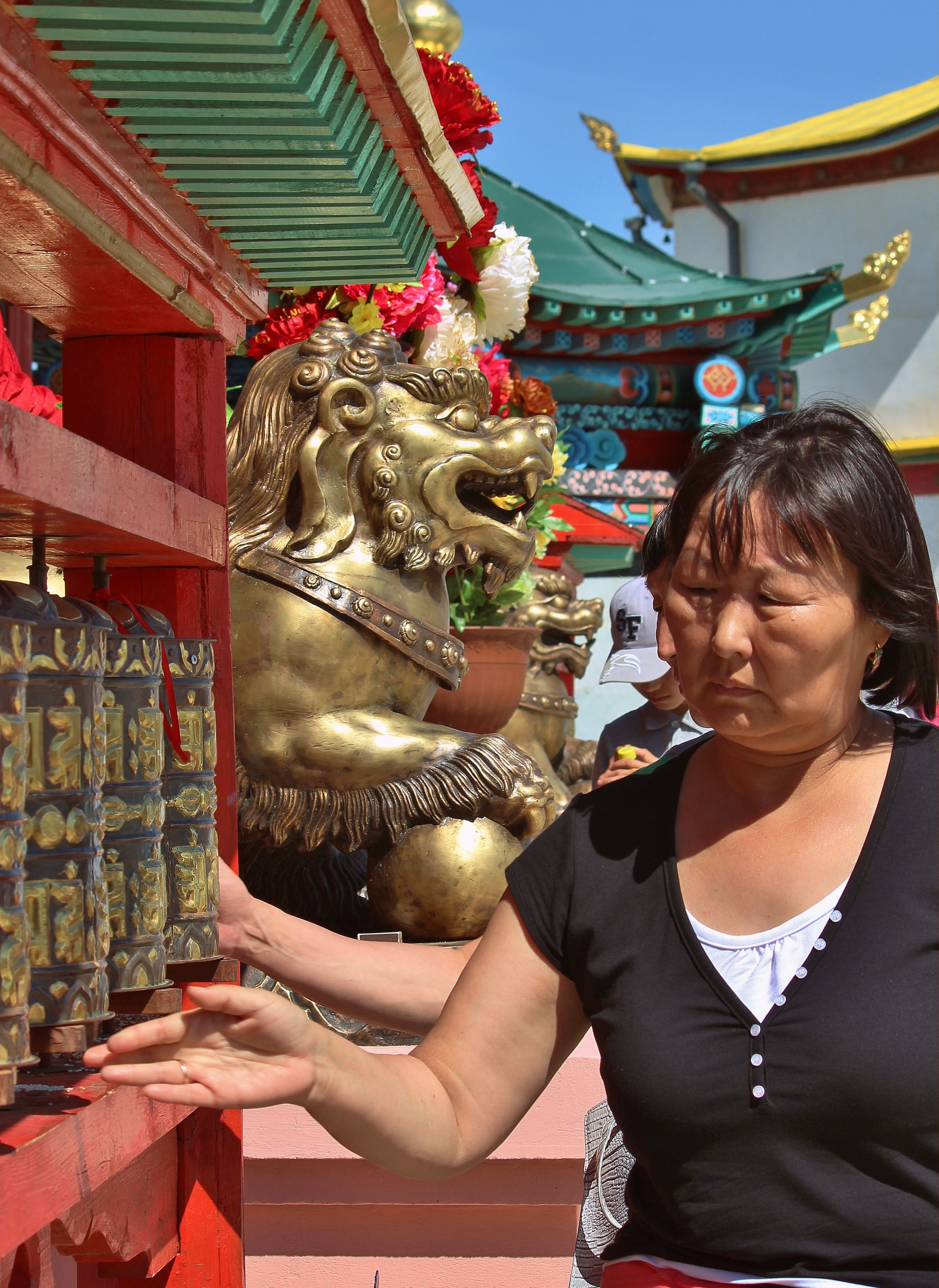
В Иволгинском дацане

В конце XIX — начале XX века в бурятском буддизме началось мощное обновленческое движение, получившее дальнейшее развитие после установления в Бурятии Советской власти.
В 1918 году вышел декрет, отделивший церковь от государства. В Бурятии действие закона началось с 1925 года. С этих пор антирелигиозная политика Коммунистической партии была направлена на форсированное уничтожение духовной культуры народов России, в том числе буддийской культуры бурят. Веками созданные и накопленные духовные ценности были разрушены и уничтожены за короткий период. Из сорока семи действующих дацанов и дуганов в начале века практически ничего не сохранилось. 1864 высокообразованных учёных-лам были отправлены в тюрьмы, ссылки, на каторжные работы, сотни расстреляны.
В конце Великой Отечественной войны вышло Постановление Совнаркома БМ АССР от 2 мая 1945 года за № 186-ж об открытии буддийского храма «Хамбинское Сумэ» в улусе Средняя Иволга. С 1946 года были заново открыты 2 дацана — Иволгинский в Бурятии и Агинский в Агинском Бурятском национальном округе Читинской области.
В 1991 году при Иволгинском дацане был открыт Буддийский институт «Даши Чойнхорлин», религиозное высшее учебное заведение для подготовки кадров священнослужителей, преподавателей, переводчиков канонических текстов, художников-иконописцев. Процесс образования проводится по системе монастырского образования традиции Гоман-дацана тибетского монастыря Дрепунг.
В 1991 году число действующих дацанов в Бурятии достигло 12.

## Особенности

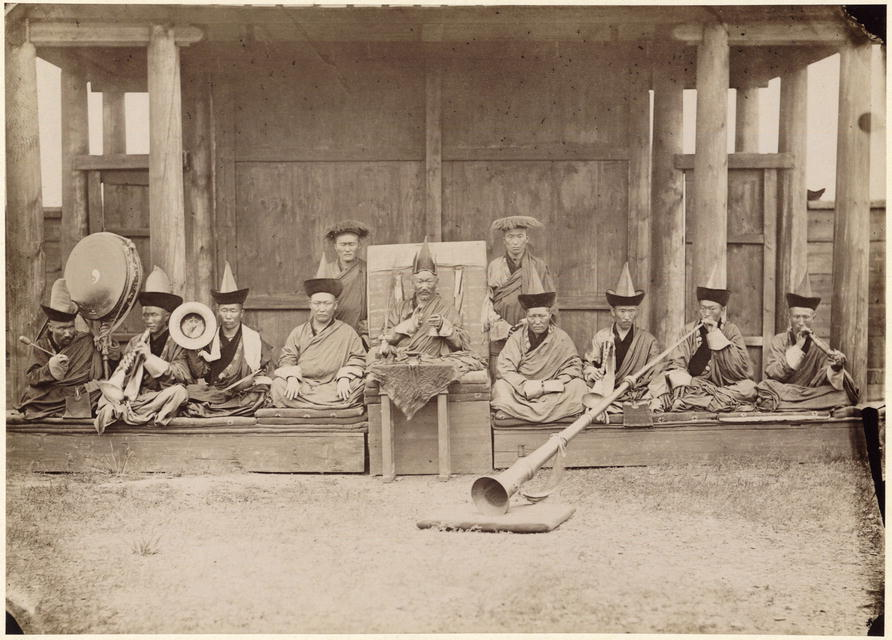
Хамбо-лама (в центре). Тамчинский дацан. 1886 год

Буддизм в Бурятии является самым северным ответвлением центрально-азиатской культурно-исторической вариации буддизма Махаяны, сформировавшейся в Тибете в конце XIV — начале XV веков и получившей название Гелугпа (Гелуг, хотя есть сведения и о влиянии традиции Ньингма). Основатель этой школы Дже Цонкапа (бур. Зонхобо, Зонхава) почитается последователями буддийской религиозной традиции в Бурятии наравне с основателем Учения — Буддой Шакьямуни. Последователи Гелугпа в Бурятии предпочитают употреблять либо это самоназвание школы, либо общий термин «учение Будды», «махаянское учение», подчеркивая тем самым отсутствие в тибетском буддизме принципиальных различий с учением буддизма Махаяны.

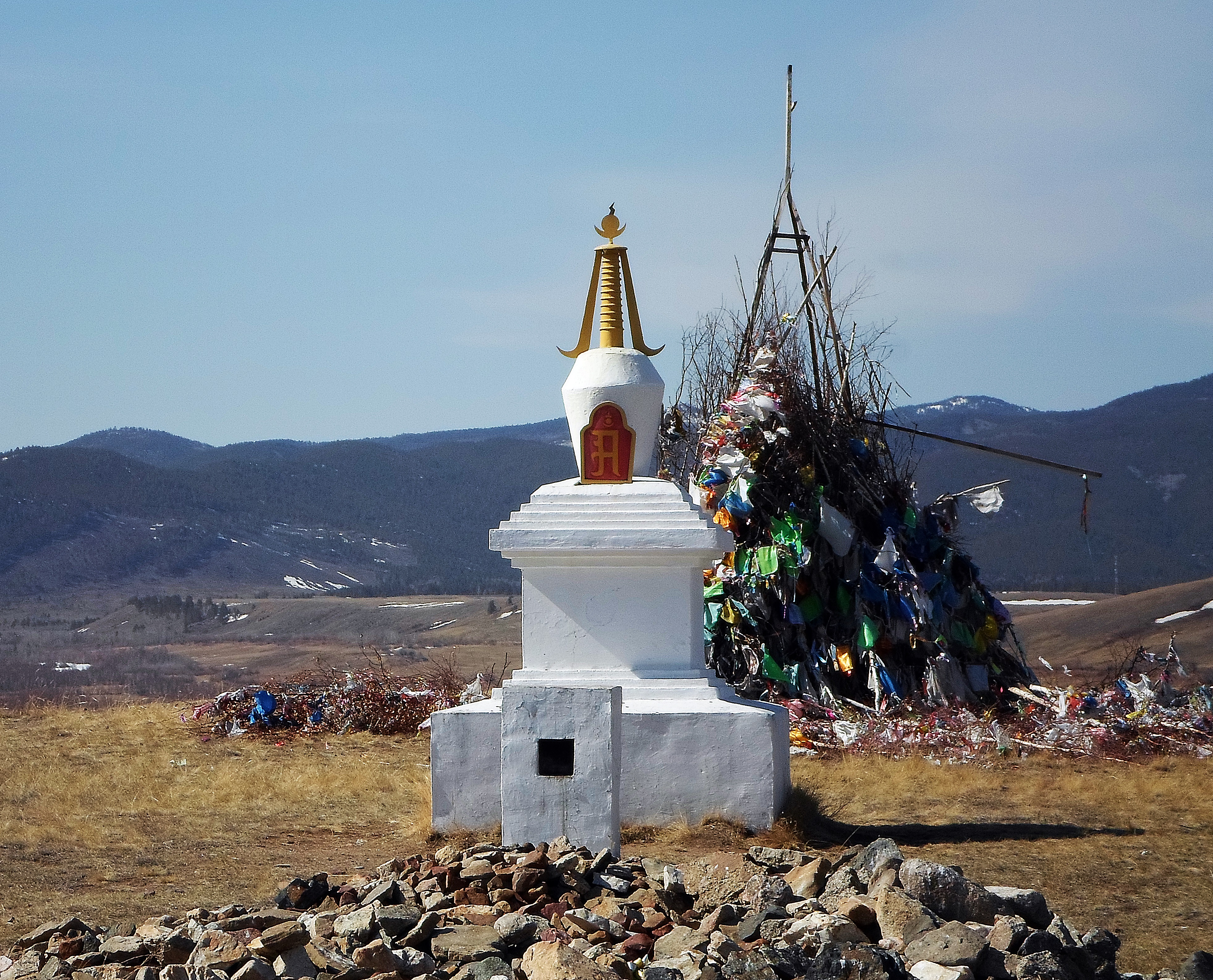
Ехэ обоо (Большое обо) в Селенгинском районе Бурятии

Отличия от других школ проявляются в бурятском буддизме в основном в культовой системе, в обрядности и магической практике и обусловлены влиянием традиционных, более древних и архаичных верований, культов, обрядов тибетцев и бурят. В частности, в культовую систему были введены и приспособлены народные обряды, ритуалы и верования, связанные с культом обо, почитанием духов земли, гор, рек, деревьев.
В религиозной практике монахов большую роль играют методы тантрического происхождения, образующие основу буддизма Ваджраяны. Также особую роль в «спасении» верующих от страданий Сансары играет учитель-наставник (лама), решающее же значение придаётся личному морально-психологическому самосовершенствованию верующего с помощью тантрической практики, йогического созерцания и других эзотерических методов, позволяющих освободиться от причинно-следственной зависимости закона кармы (но всё же непременно под руководством учителя).
В философском, психологическом и этическом учении бурятского буддизма нет серьёзных отличий от фундаментальных положений буддизма Махаяны, изложенных в тибетском варианте буддийского канона — Кэнгьюр (бур. Ганжуур) (108 томов) и Тэнгьюр (бур. Данжуур) (225 томов).
Буддизм оказал мощное позитивное влияние на развитие традиционной науки и культуры бурят-монголов. Особенно сильным и плодотворным было его воздействие на формирование и развитие философской мысли, норм нравственного поведения, медицины, художественной литературы, изобразительного искусства и кулинарии.
Из огромного количества различных культовых отправлений обрядового комплекса в бурятских дацанах в настоящее время отмечаются шесть больших хуралов:
- Сагаалган (Новый год),
- Дуйнхор (Калачакра),
- Гандан-Шунсэрмэ (Рождение, Пробуждение и Паринирвана Будды Шакьямуни),
- Майдари-хурал (ожидание прихода Будды грядущего мирового периода Майтрейи),
- Лхабаб Дуйсэн (нисхождение Будды с небес Тушита),
- Зула-хурал (день памяти Цонкапы).

## Буддийские храмы и монастыри

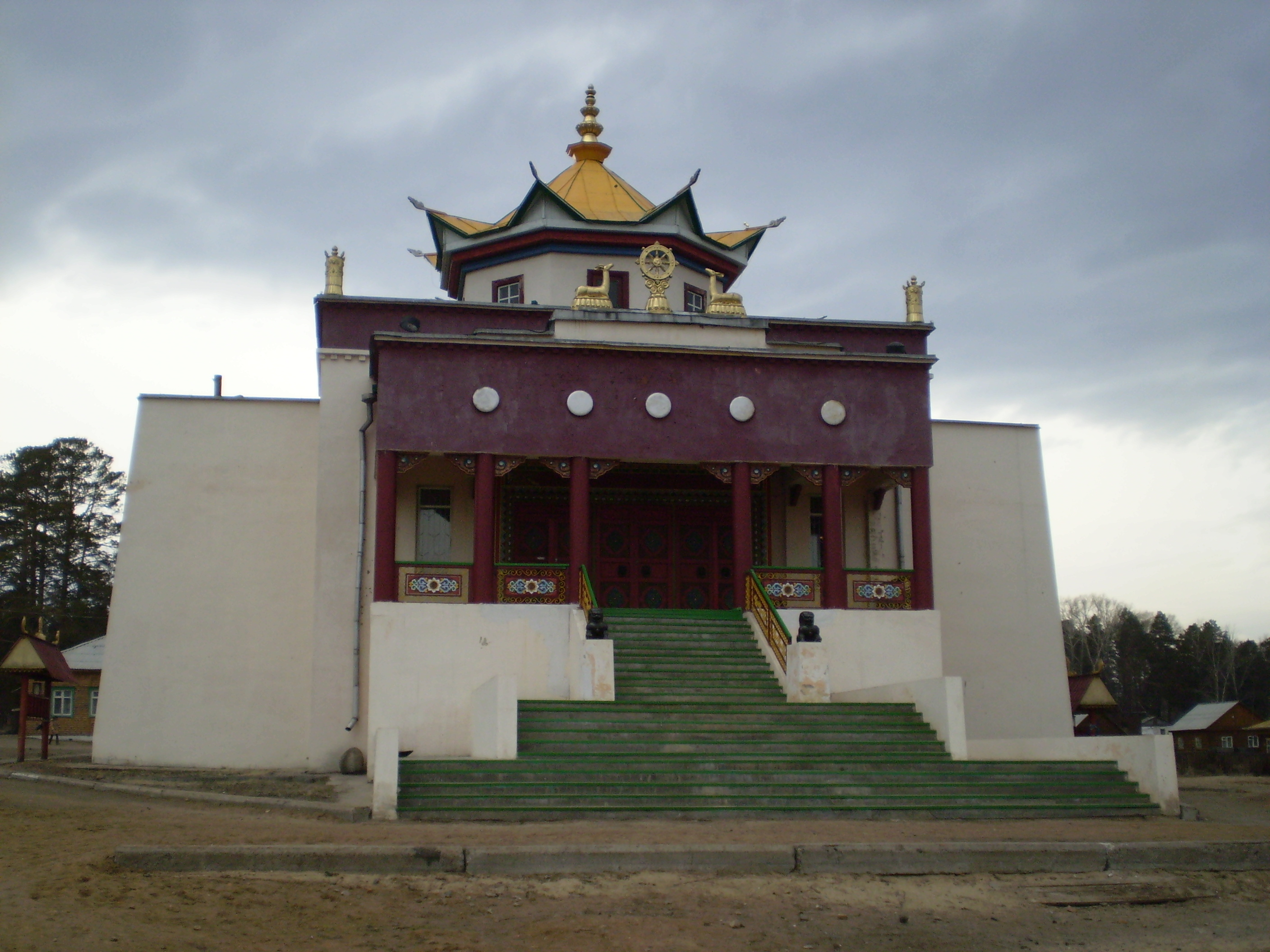
Улан-Удэнский дацан «Хамбын Хурээ»

Дацаны на территории Бурятии, Забайкальского края и Иркутской области (этническая Бурятия):

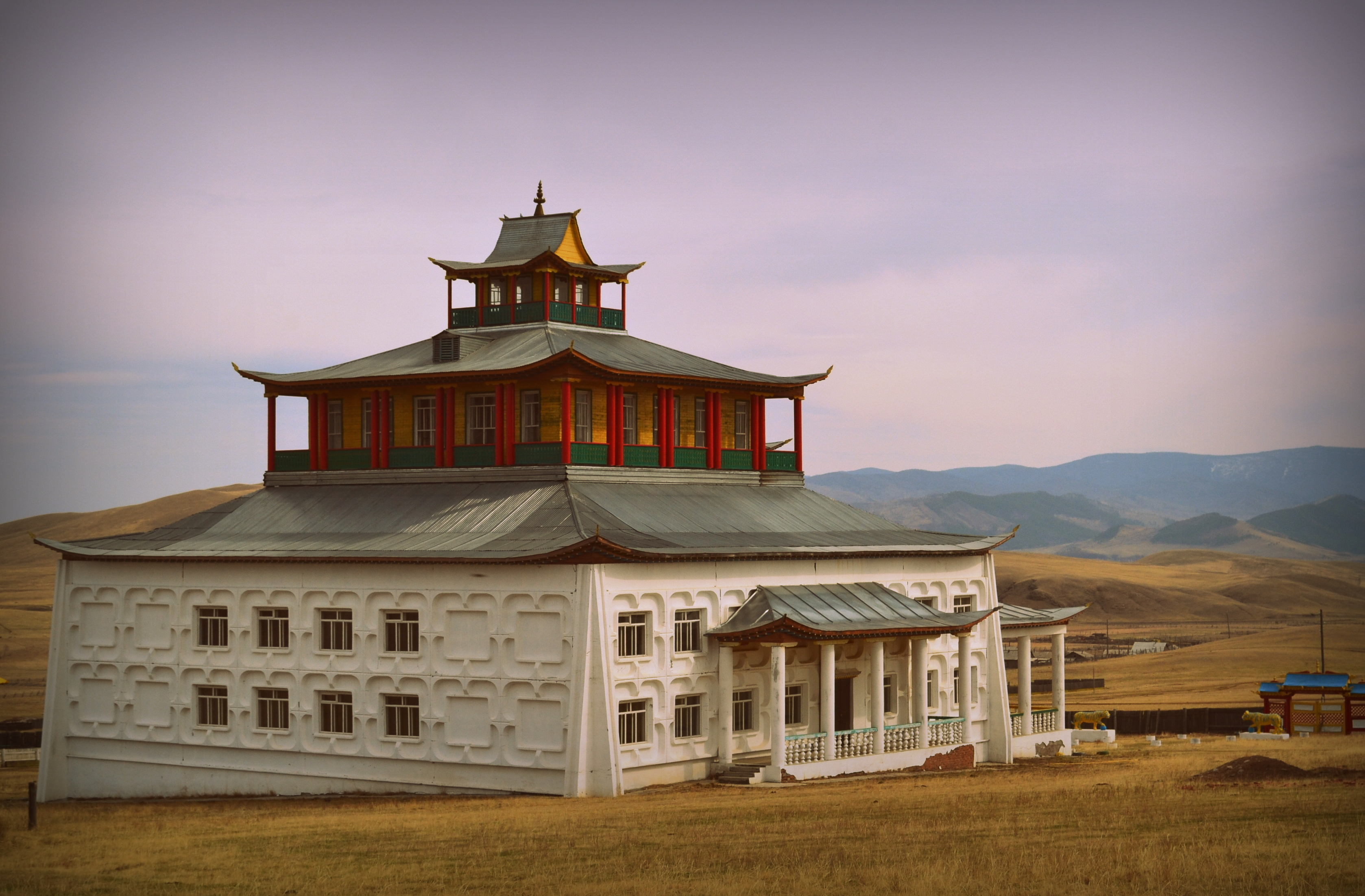
Сартул-Гэгэтуйский дацан

1. Улан-Удэнский дацан «Хамбын Хурээ»: 671050 Республика Бурятия, Улан-Удэ.
2. Женский дацан «Зунгон Даржалинг»: Улан-Удэ
3. Дацан «Ринпоче Багша»: Улан-Удэ
4. Агинский дацан: 674460, Забайкальский край, Агинский Бурятский округ, Агинский р-н, Агинское.
5. Аларский дацан: Иркутская область, Усть-Ордынский Бурятский округ, Аларский р-н, Кутулик.
6. Ацагатский дацан: Республика Бурятия, Заиграевский р-н, Нарын-Ацагат.
7. Курумканский дацан: 671613, Республика Бурятия, Курумканский р-н, Курумкан.
8. Сартул-Гэгэтуйский дацан: 671914, Республика Бурятия, Джидинский р-н, Гэгэтуй.
9. Атаган-Дырестуйский дацан: 671911, Республика Бурятия, Джидинский р-н, Дырестуй
10. Табангут-Ичётуйский дацан: 671971, Республика Бурятия, Джидинский р-н, Додо-Ичётуй
11. Эгитуйский дацан: Республика Бурятия, Еравнинский р-н, Эгита.
12. Санагинский дацан: 671930, Республика Бурятия, Закаменский р-н, Санага.
13. Иволгинский дацан: 671210, Республика Бурятия, Иволгинский р-н, Верхняя Иволга. Веб-сайт
14. Иройский дацан: 671172, Республика Бурятия, Селенгинский р-н, у.Ташир. Веб-сайт
15. Кижингинский дацан: 671450, Республика Бурятия, Кижингинский р-н, Кижинга.
16. Дацан Балдан Брэйбун: 671830, Республика Бурятия, Кяхтинский р-н, Мурочи.
17. Тугнуйский дацан: 671340, Республика Бурятия, Мухоршибирский р-н, Мухоршибирь.
18. Окинский дацан: 671030, Республика Бурятия, Окинский р-н, Орлик.
19. Гусиноозёрский (Тамчинский) дацан: 671294, Республика Бурятия, Селенгинский р-н, Гусиное Озеро.
20. Кыренский дацан: 671830, Республика Бурятия, Тункинский р-н, Кырен.
21. Хойморский дацан «Бодхидхарма»: 671023, Республика Бурятия, Тункинский р-н, Аршан.
22. Угданский дацан: 672043, Забайкальский край (Читинская область), Угдан
23. Узонский дацан: Забайкальский край (Читинская область), Узон
24. Усть-Ордынский (Абаганатский) дацан: 666110, Иркутская обл, Усть-Ордынский.
25. Анинский дацан: 671410, Республика Бурятия, Хоринский р-н, Ана (село).
26. Чесанский дацан: 671462, Республика Бурятия, Кижингинский р-н, Чесан.
27. Читинский дацан: 672012, Забайкальский край, Чита.
28. Цугольский дацан: 674436, Забайкальский край, Цугол.